# Цайссівський великий планетарій
Ца́йссівський великий планетарій (нім. Zeiss-Großplanetarium) — планетарій у Берліні, один з найбільших та найвідвідуваніших планетаріїв Німеччини. Планетарій розташований у районі Пренцлауер-Берґ і належить до Фонду Берлінського планетарію.
Планетарій відкрився в 1987 році ще під владою НДР і був капітально реконструйований у 2014—2016 роках. Належить до списку пам'яток Берліна.

## Історія

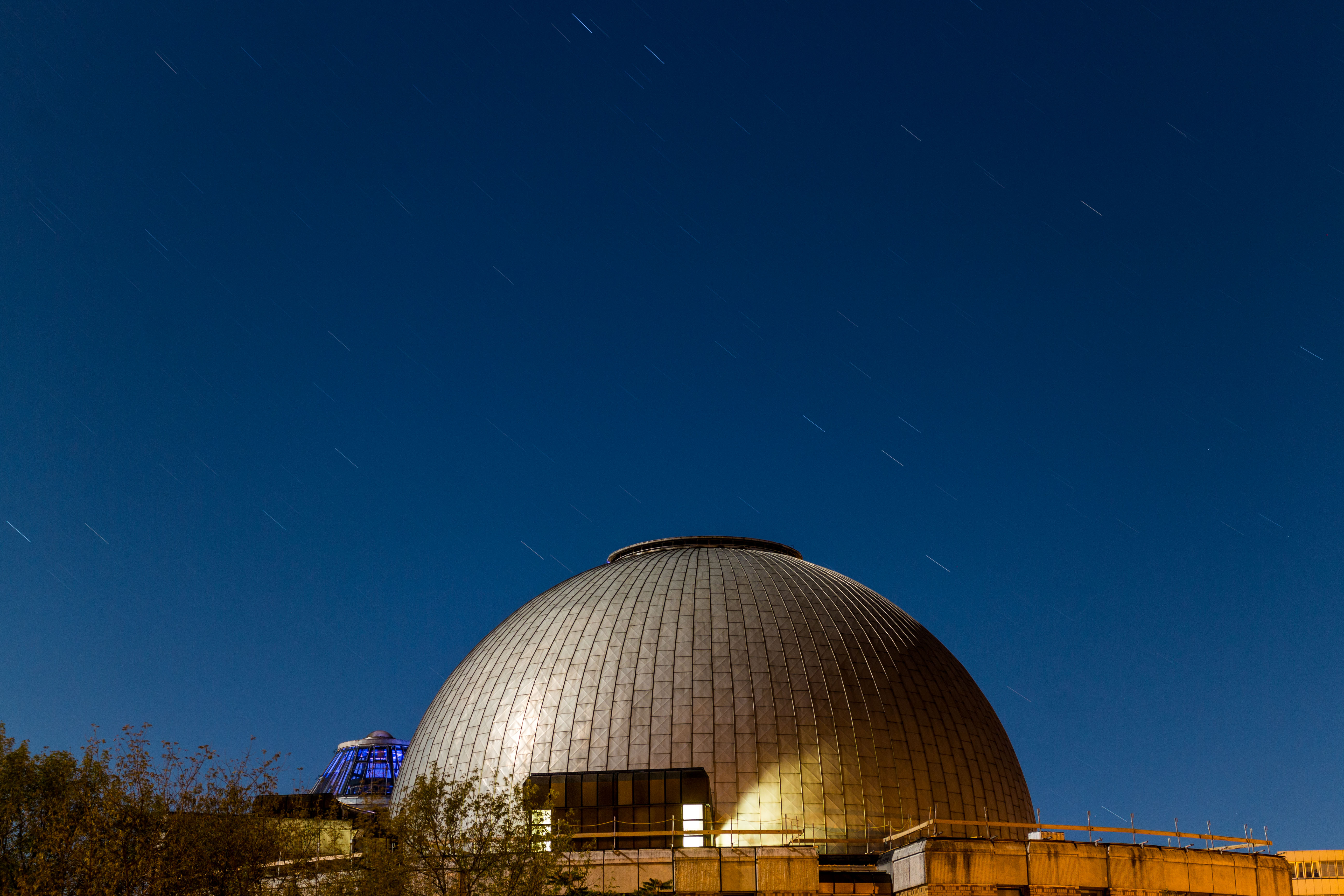
Цайссівський великий планетарій вночі під зоряним небом

Цайссівський великий планетарій побудували за проєктом архітектора Ерхардта Гіске всього за 2 роки. Він відкрився 9 жовтня 1987 року в межах святкування 750-річчя Берліна. Від моменту відкриття планетарію у 1987 році й до його модернізації у 2014 році в ньому використовували зоряний проєктор «Косморама» виробництва Carl Zeiss. Він міг відображати зоряне небо з 9200 зорями, проєктувати контури сузір'їв і зображати планети. Це був один із перших проєкторів з комп'ютерним керуванням, яким можна було керувати як вручну через панель керування, так і повністю автоматично через комп'ютер.
У період з квітня 2014 року по серпень 2016 року планетарій відремонтували, а його технічне обладнання повністю оновили. Колишній зоряний проєктор «Косморама» виставили у фоє будівлі, де тепер його можна безкоштовно оглянути. Також модернізували кінозал на першому поверсі. Реконструкція коштувала 12,8 мільйона євро. Модернізація дозволила використовувати більше цифрових медіатехнологій, що також вплинуло й на зміст програм планетарію.
1 липня 2016 року Цайссівський великий планетарій перейшов від Німецького технологічного музею в Берліні до новоствореного Фонду Берлінського планетарію.

## Директори
- 1987—2004: Дітер Геррманн[de]
- 2005—2006: Клаус Бернгард Штауберманн[de]
- 2006—2009: Ганс-Фрідгер Лахманн
- 2009—2013: Фелікс Люнінг
- Від 2013: Тім Флоріан Горн

## Будівля
Купольний зал із внутрішнім діаметром 23 м височіє над міським пейзажем Берліна. Зал містить 307 місць. Також планетарій має просторе фоє та власний кінозал на 160 місць.

## Технічне оснащення залу планетарію

### Зоряний проєктор

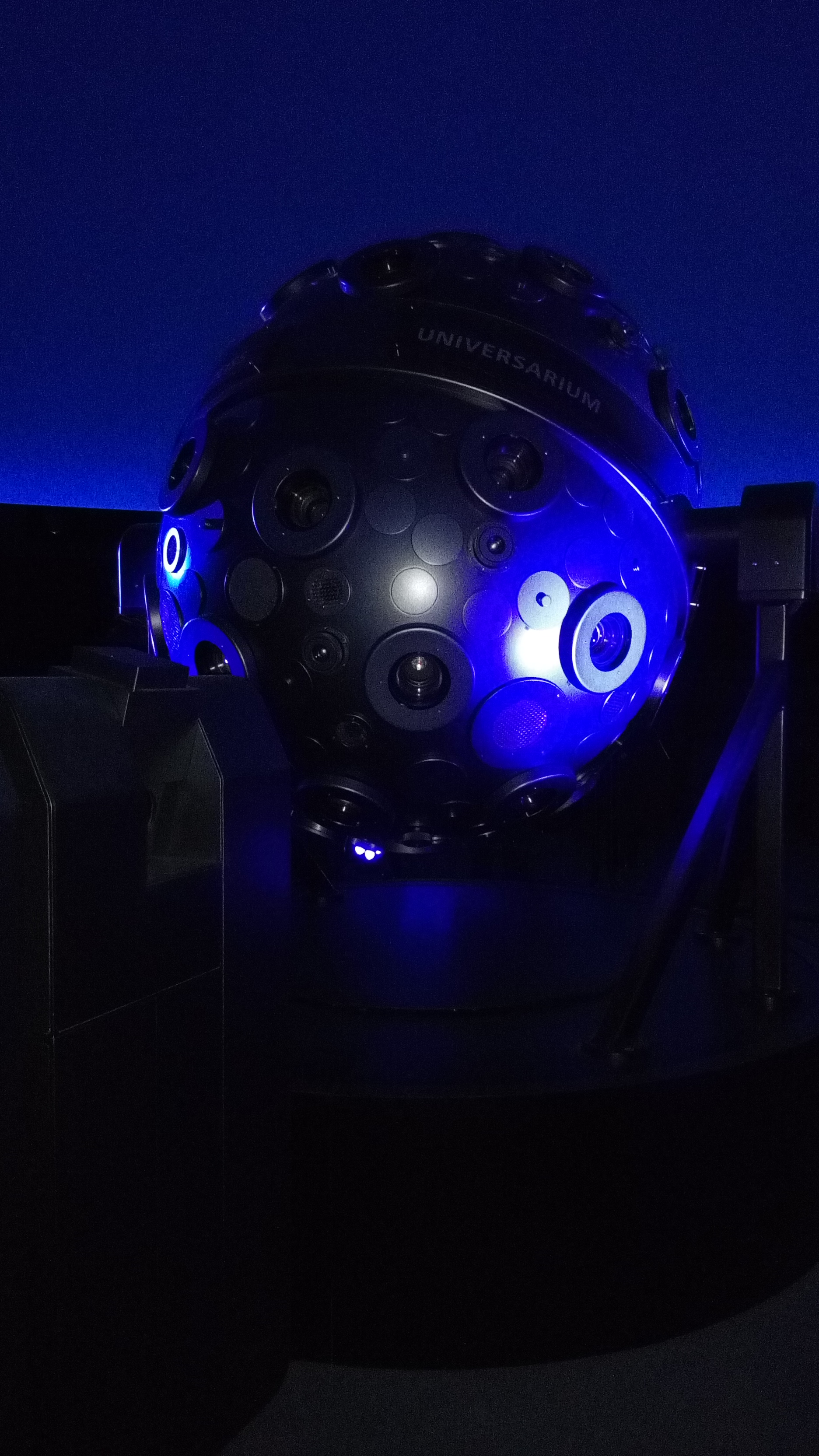
Проєктор Zeiss Universarium IX, який працює в планетарії від серпня 2016 року

Проєктор Zeiss Universarium IX, спеціально модифікований для планетарію, встановлений на мобільній платформі, яку можна опускати в підвал. Зоряний проєктор може відображати 9505 зір і Чумацький Шлях. Кожна зоря живиться власним оптоволоконним кабелем. На додаток до зоряного проєктора, вісім додаткових планетних проєкторів показують рух Сонця, Місяця та планет. Крім головного проєктора, планетарій ще містить десять відеопроєкторів Zeiss Velvet для повнокупольної проєкції 360-градусних відео, звукову систему SpatialSound Wave і систему для лазерних шоу.

### Повнокупольна технологія
Повнокупольна проєкція на 360° доповнює зоряний проєктор багатоканальною цифровою проєкційною системою з десятьма відеопроєкторами ZEISS VELVET з роздільною здатністю 8K. Вони живляться від 10 графічних комп'ютерів і створюють відеозображення, що заповнює купол. Проєкцію за допомогою відеопроєкторів ZEISS VELVET можна підключити до проєктора зір, щоб астрономічні об'єкти, такі як туманності та сузір'я, можна було точно проєктувати на зоряне небо. Використовуючи генератор зображень у режимі реального часу, можна щодня обробляти новий астрономічний вміст.

### Просторовий звук
Просторова звукова система в залі планетарію містить 49 динаміків і 4 сабвуфери загальною потужністю 52,5 кВт.

## Діяльність
Планетарій показує астрономічні програми, а також проводить події на наукові та культурні теми. Він є постійним місцем проведення циклу передач «Радіокіно під зоряним небом» радіостанції Radio Eins. Повнокупольну технологію використовують для проведення астрономічних програм, лекцій, музичних програм, освітніх програм для дітей.